# Balance Roberval
Pour les articles homonymes, voir Roberval.
 (septembre 2017).

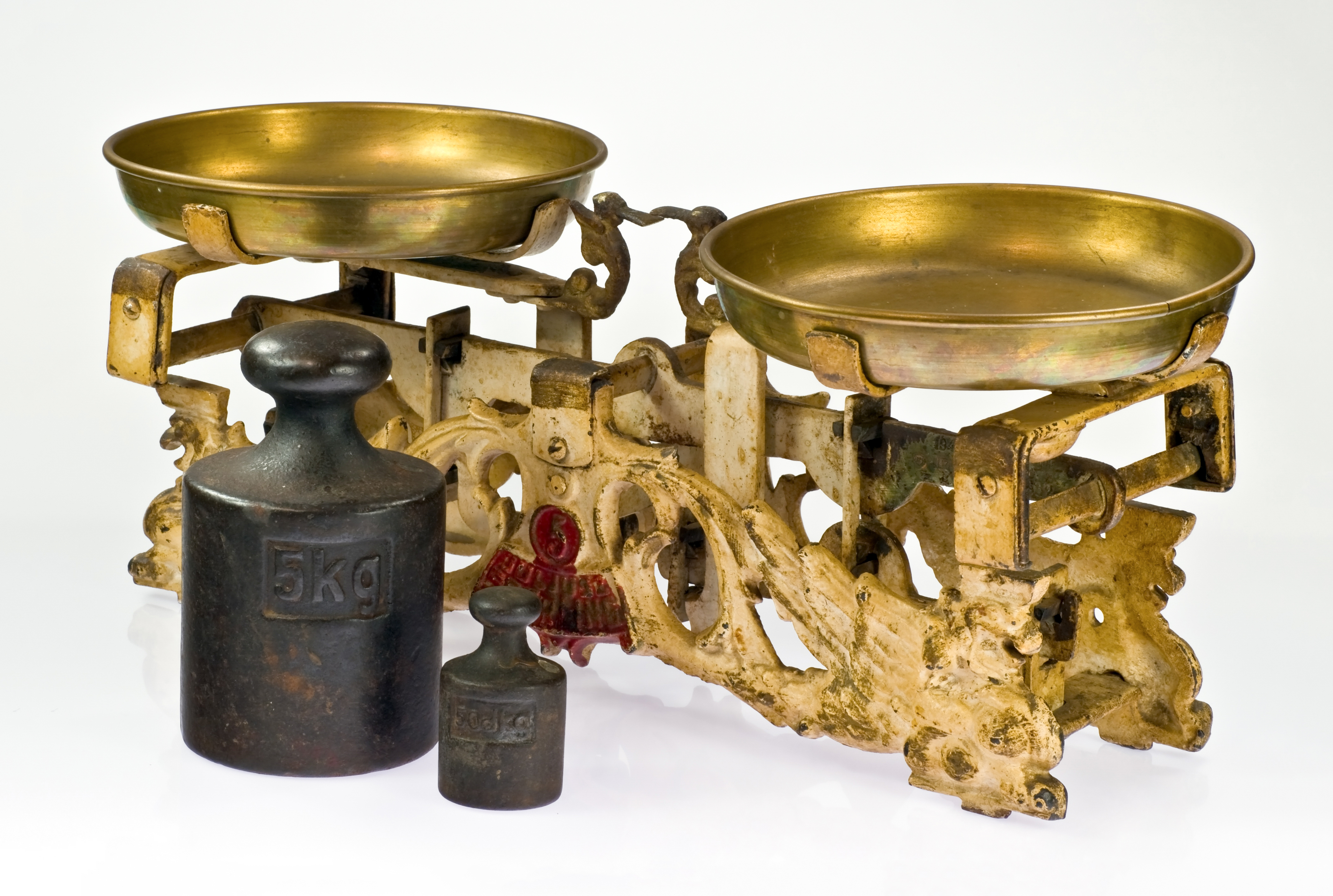
Balance Roberval avec poids.

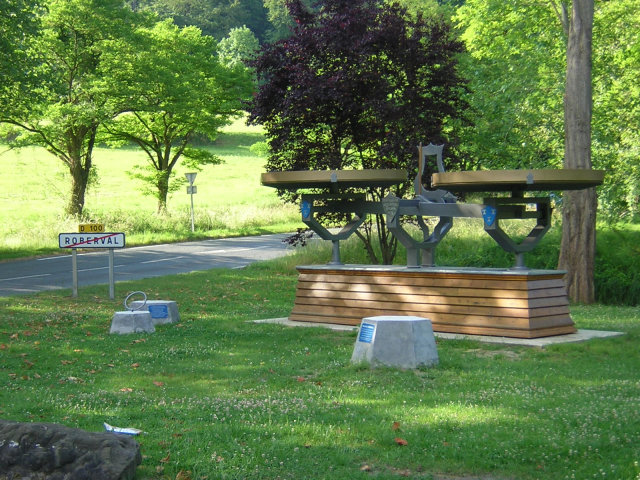
La balance de Roberval géante installée dans le village d'origine de son inventeur.

La balance Roberval à deux plateaux est un instrument de pesage qui doit son nom à son inventeur Gilles Personne de Roberval (aussi appelé Gilles Personier de Roberval) mathématicien et physicien français né en 1602, connu sous le nom de Roberval car il était originaire de Roberval dans l'Oise. 
Gilles Personne a eu l'ingénieuse idée de placer les plateaux au-dessus du fléau, alors que traditionnellement ils étaient suspendus en dessous du fléau. Le principe de l'énigme statique (les positions des masses sur les plateaux ne perturbent pas le résultat de la mesure) a fait le sujet d'une thèse présentée à l'Académie royale des sciences par Gilles Personne en 1669.

## Fonctionnement

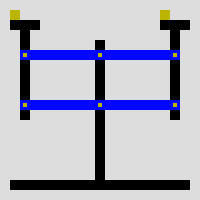
Schéma-type d'une balance de Roberval.

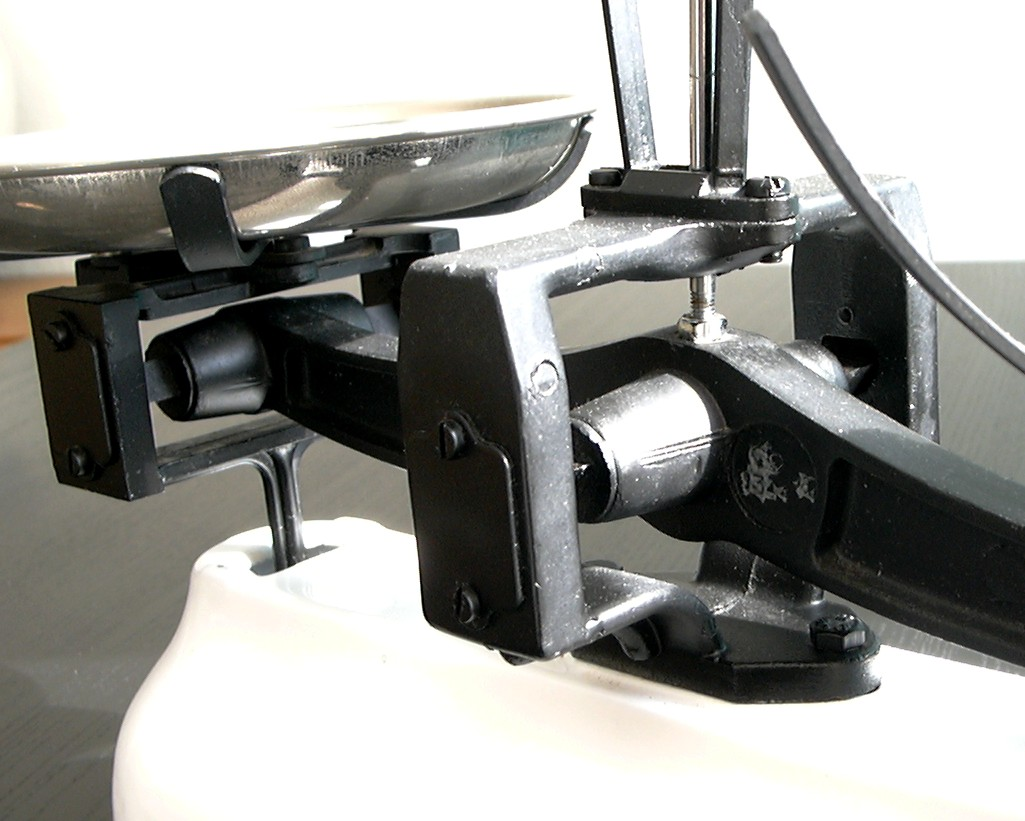
Balance Roberval (détail).

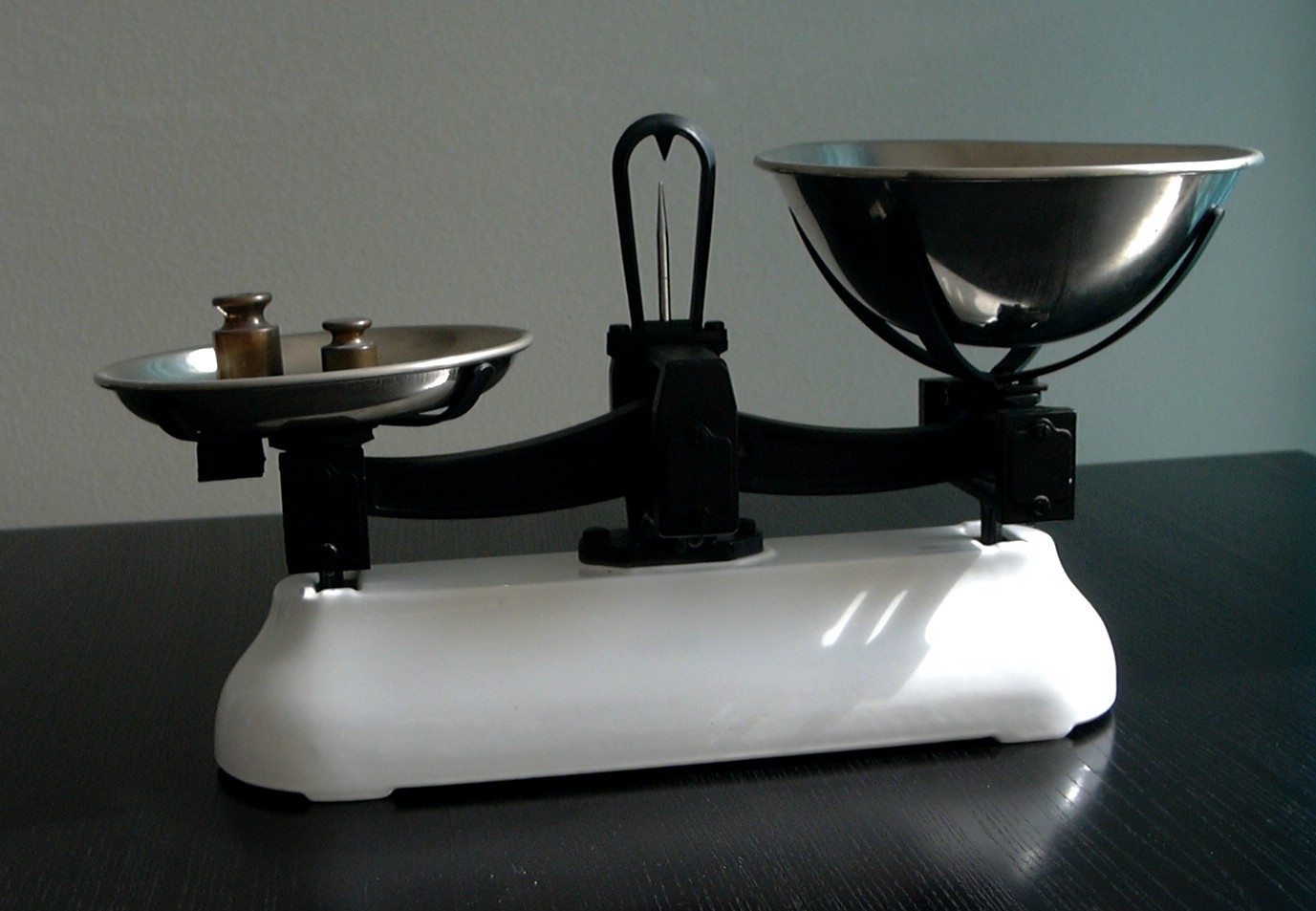
Balance Roberval fabriquée par W & T Avery Ltd (années 1970).

La balance Roberval comprend un fléau horizontal à trois couteaux avec des bras égaux dont les deux extrémités supportent les deux plateaux. Le déplacement des plateaux est guidé par des tiges verticales liées à un contre-fléau souvent caché dans le socle de la balance.
L'ensemble fléau, contre-fléau et tiges verticales constitue un parallélogramme articulé en six points. Le centre de gravité de cet ensemble est légèrement au-dessous du pivot central supérieur pour qu'à l'équilibre le fléau de la balance soit toujours horizontal et que l'aiguille centrale pointe verticalement.
Lorsque des masses égales sont placées sur les deux plateaux, les deux bras du fléau sont en équilibre indépendamment des positions des masses sur les plateaux.
Pour que la résultante des forces exercées par les masses sur chaque plateau soit toujours dirigée exactement verticalement vers le bas au droit des pivots des plateaux, le moment dû à l'excentrement des masses posées sur les plateaux est compensé par des réactions horizontales reprises par le parallélogramme articulé et le socle de la balance, sinon en absence de ce parallélogramme articulé l'équilibre dépendrait de la position des masses posées sur les plateaux.
Ainsi l'équilibre de la balance est indépendant de l'endroit sur le plateau et de la distance du pivot où les masses sont placées.
La balance Roberval intègre en tout six pivots, ce qui double les points de friction par rapport à une balance avec plateaux suspendus.
Pour peser un objet, on le place sur un plateau. Ensuite on ajoute des masses marquées sur l'autre plateau jusqu'à ce que les deux plateaux soient en équilibre. La masse de l'objet à peser est alors égale au total des masses marquées — et ceci indépendamment de l'endroit où on les place sur les plateaux.
Pour améliorer la sensibilité des balances à plateaux, les fléaux et les couteaux sont dimensionnés en fonction de la capacité maximale de la balance. Pour cette raison la capacité maximale est toujours clairement indiquée sur chaque balance. Les balances destinées au commerce sont obligatoirement poinçonnées par les services des poids et mesures compétents (en France la Direction régionale de l'Industrie, de la Recherche et de l'Environnement). Afin de faciliter l'opération de pesage, une aiguille est souvent attachée perpendiculairement à un des deux fléaux, éventuellement devant un cadran gradué, indiquant l'écart par rapport à l'équilibre.
Fréquemment utilisées dans le commerce de détail, sur les marchés et comme balance postale, les balances Roberval sont plus rapides mais moins précises, techniquement plus élaborées et plus coûteuses à fabriquer que les balances avec les plateaux suspendus, mais ces dernières ont le désavantage de devoir être suspendues et de gêner l'utilisateur par un accès entravé par les fils de suspension.

## Historique
Gilles Personne présente sa création à l'Académie royale des sciences en 1669.
Les balances Roberval ont d'abord été fabriquées en Angleterre sous le nom de « balances françaises ». Leur fabrication en France commence seulement au début du XIXe siècle, au moment du Blocus continental, sous le nom de « balances anglaises ». Leur production devient importante à partir de 1850 et restera prédominante jusqu'à la fin des années 1980, avec des modèles homologués adaptés aux différents métiers : le principe de Roberval donne une bonne précision dans la pesée, une bonne stabilité dans le réglage et une robustesse à l'épreuve du temps.

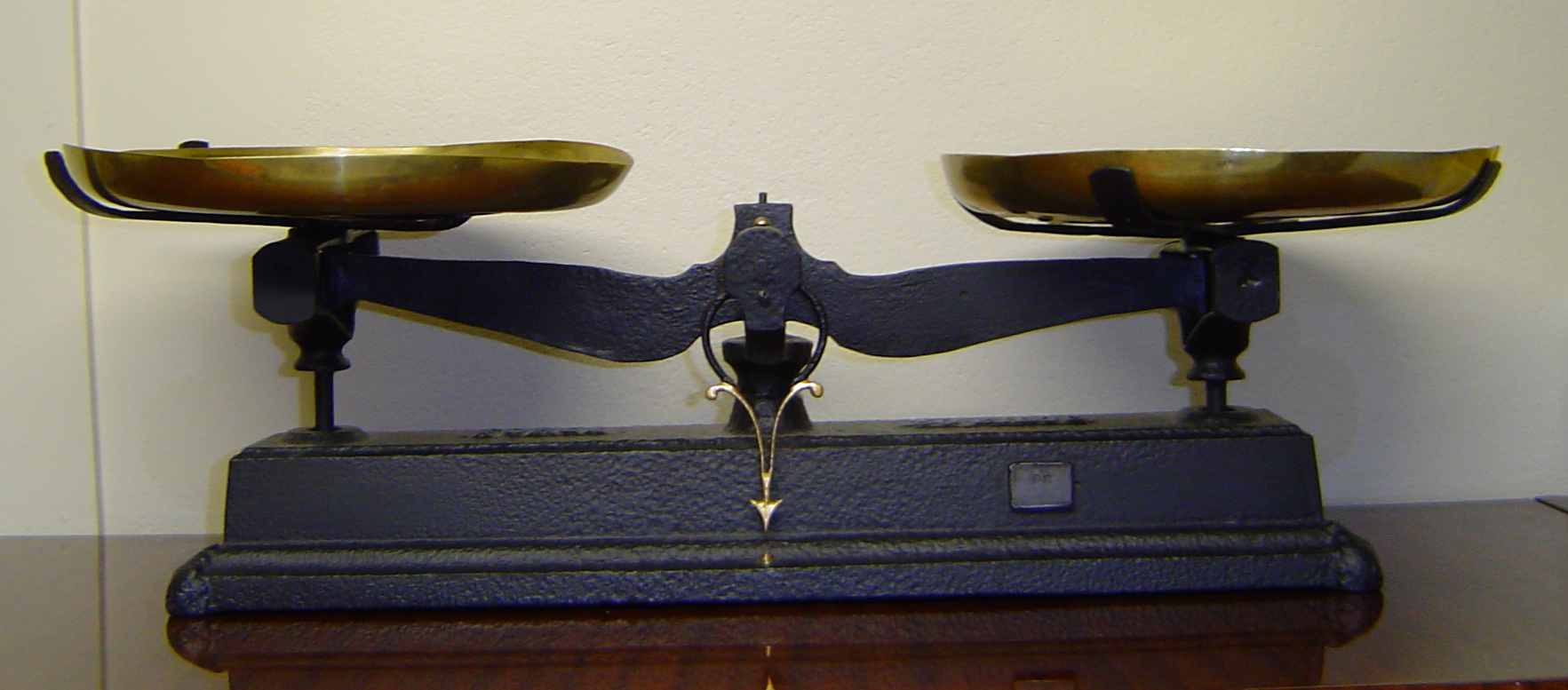
Balance Roberval v. 1800.
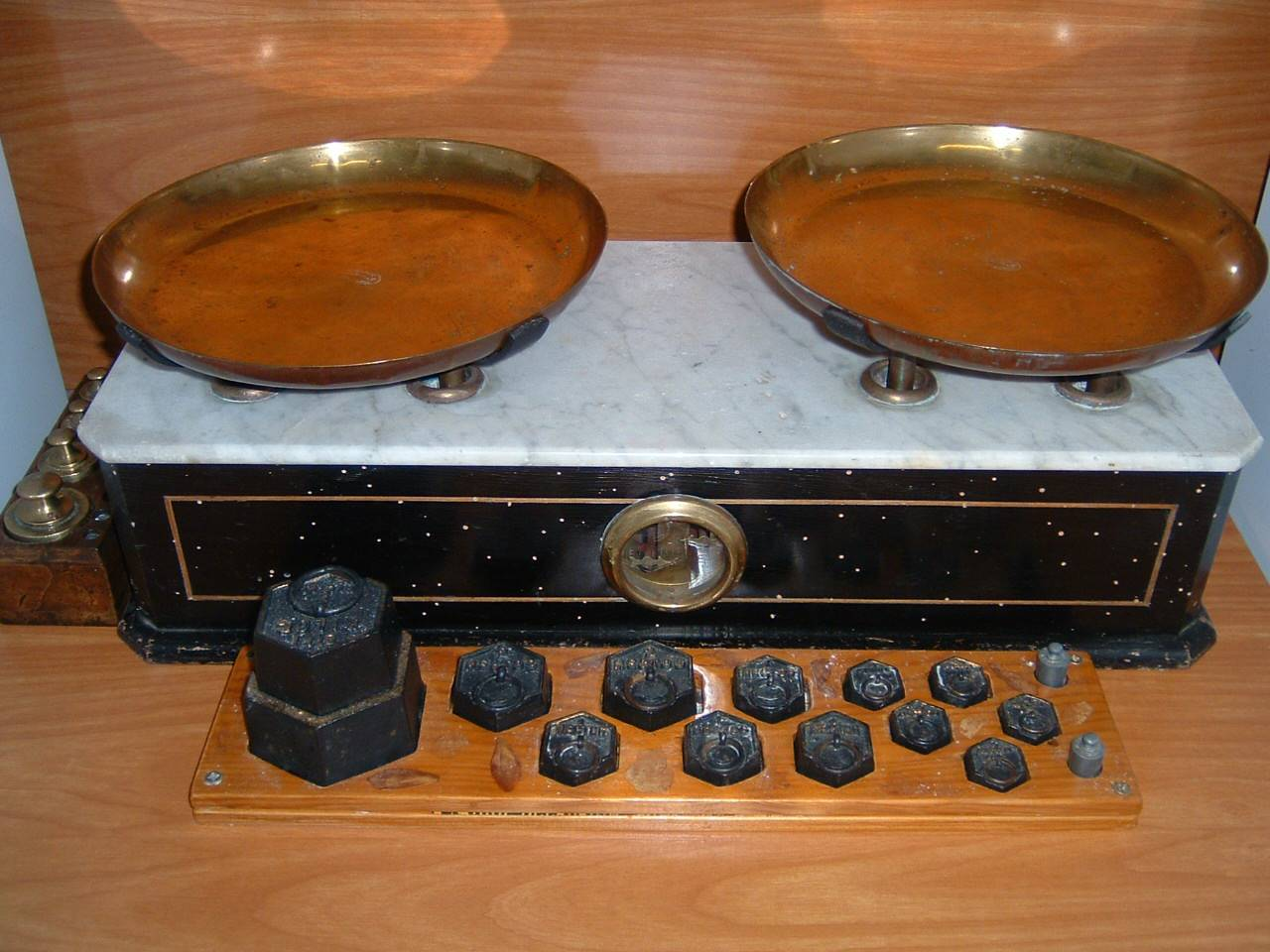
Balance Béranger.
Balance Roberval d'une capacité maximum de 10 kg (22 pounds), fabriquée en France vers la fin du XIXe siècle.

Les plus importants fabricants de balances Roberval sont W. & T. Avery Ltd. (en) et George Salter & Co. Ltd. au Royaume-Uni et Trayvou en France.
Deux événements ont marqué l'histoire des balances Roberval : vers 1850 Joseph Béranger, originaire de Saône-et-Loire et fondateur de l’entreprise qui fut connue sous le nom Trayvou, améliore le système Roberval en y ajoutant des fléaux subsidiaires en remplacement des tiges verticales réduisant ainsi les forces latérales et du même coup la friction sur les couteaux.
Puis, dans les années 1980, l'arrivée des balances électroniques à capteur de charges a graduellement mis fin à la production à grande échelle des balances Roberval.

## Pour approfondir